# Jan Martinec

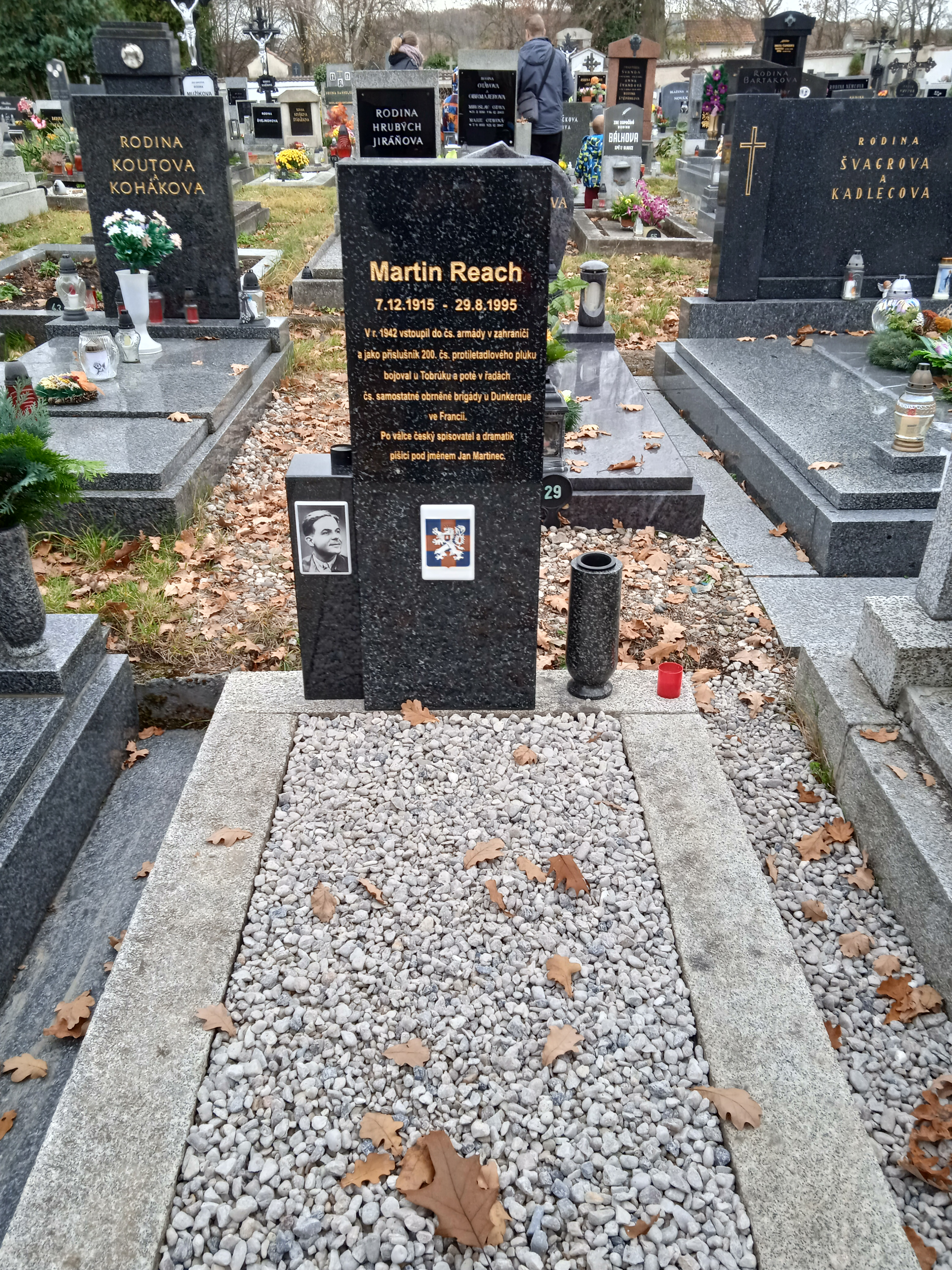
Obnovený hrob Martina Reacha, alias Jana Martince z listopadu 2021. Který inicioval Okrašlovací spolek města Dobříše a na jeho obnovu přispělo Město Dobříš, který je obratem zařadilo do seznamu chráněných hrobů.

Jan Martinec (7. prosince 1915, Praha – 29. srpna 1995, tamtéž) byl český dramatik, publicista, prozaik a překladatel, autor reportáží a knih pro děti a mládež.

## Život
Jan Martinec (vlastním jménem Martin Reach) pocházel z pražské obchodní německo-židovské rodiny. Roku 1934 maturoval na německém klasickém gymnáziu a do roku 1937 byl činný jako herec a režisér u německého a pak u českého kočovného divadla a posléze u pražského lidového divadla Uranie. Do roku 1939 působil rovněž v proletářském ochotnickém divadelnictví a v Hnutí českých a německých antifašistických divadelníků. V říjnu roku 1939 emigroval do Palestiny, kde pracoval jako dělník. V červenci roku 1942 vstoupil do československé armády v zahraničí, sloužil v Palestině a Velké Británii a bojoval u Tobrúku a Dunkerque. Po návratu do Československa pracoval v různých funkcích v oboru divadelnictví kromě let 1952–1955, kdy byl (ač výrazně levicově zaměřený) z politicko-antisemitských důvodů přesunut do závodního časopisu ČKD Sokolovo a poté do časopisu Spolku přátel žehu. Od roku 1966 byl ve svobodném povolání, po těžkém úrazu v roce 1968 (automobilová havárie u Višňové) mu byl přiznán invalidní důchod. Po r. 1972 byly jeho knihy přesunuty na index. Znovu směl psát až v r. 1980 kdy vyšel jeho překlad knihy „Klamu, abych nebyl klamán“, od Güntera Wallraffa. Během osmdesátých let mohl znovu jezdit jako host na Dobříšský zámek, kde byl domov spisovatelů. Dobříš si natolik zamiloval, že si zde přál být v r. 1995 pohřben. Hrob byl po 15 letech zrušen, ale díky snahám Okrašlovacího spolku v Dobříši byl v r. 2021 za pomoci města Dobříš obnoven.
Svou literární činnost začal Martinec v letech 1944–1945 psaním reportáží a glos do exilových a vojenských periodik. Po válce publikoval reportáže, stati, divadelní glosy a povídky v různých novinách a časopisech. Psal rozhlasové hry pro mládež, divadelní hry zejména s brannou a politickou tematikou a prózy založené na jeho zážitcích z exilu a zahraničního vojenského odboje. Zabýval se rovněž sbíráním a adaptacemi židovských anekdot. Jako divadelní publicista se orientoval především na problematiku estrádního divadla a nových dramatických forem.

## Dílo

### Divadelní hry
- Střetnutí, premiéra roku 1951 pod názvem Únos, knižně 1953.
- Než přišlo jaro (1952).
- Vítězství starého lékaře (1952).
- Náš přítel Kurt (1954), podle rukopisného románu Růženy Rollové.
- Ráno - před útokem (1956), divadelní hra o jednom dějství podle výňatku z knihy Bély Illése Děla míří na Budapešť.
- Jedna z nocí (1956), podle Konstantina Simonova.
- Mistr houslař (1957).
- Hlavní přelíčení jsou veřejná (1960).
- Kriminál naruby (1965).
- Létající tramp (1964).

### Rozhlasové hry
- Trampoty Josefa Nakvašila (1954), šest rozhlasových scén.
- Tramp (1963), rozhlasová hra pro mládež.
- Nedolíbal (1970), dvoudílná rozhlasová hra pro mládež.
- Poslíček (197), rozhlasová hra pro mládež.
- Stopařka kamkoli (1988), rozhlasová hra pro mládež.

### Studie
- Estrádní divadlo (1960), ideové, umělecké i technické problémy dramaturgie malých jevištních útvarů.
- K některým problémům práce smíšených uměleckých skupin (kurz pro osvětové pracovníky) (1963).

### Próza
- Útěk před žlutou hvězdou (1964), společně s Karlem Friedrichem. Na příběhu židovského chlapce z Prahy, který utíká před německými okupanty, ukazují autoři hrůzu a zvrhlost nacismu v jedné z jeho nejodpornějších podob, v rasové nenávisti.
- Bloudění v kruhu (1967), společně s Karlem Friedrichem, román o třináctiletém židovském chlapci, který za druhé světové války prchá před nacismem přes Palestinu, Řecko a Krétu do Afriky.
- Potkal Kohn Rabínoviče (1968), židovské anekdoty, moudrosti a aforismy, rozšířeno 1992.
- Bastard (1968), autobiografický román, příběh muže s židovskými, německými a českými předky, který odmítá dát se pohltit nesmyslností světa a neustále bojuje se stále číhající absurditou. S ironií a jazykovou i myšlenkovou expresivitou vylíčil Martinec v knize atmosféru předválečné Prahy, svět levicových divadelních ochotníků, vlastní válečné zážitky (útěk z Československa na počátku druhé světové války, boje v zahraniční československé jednotce v Africe, Anglii a u Dunkerque) a pozdější návrat zpět do vlasti. Pro autorovo pojetí vztahu jedince a společnosti jako permanentního kontrastu a pro konfrontaci jeho sociálního ideálu s realitou poválečných let byl román brzy po svém vydání zakázán. Druhé upravené vydání vyšlo až roku 1991.
- Nejlepší dramatik je život (2004), editor Miloslav Ransdorf, autobiografie.

### Televizní scénář
Podle reportážní knihy německého novináře Güntera Wallraffa napsal společně s Bedřichem Pilným scénář k televizní inscenaci Odhalení jednoho spiknutí (1984, režie Zdeněk Kubeček)

### Překlady
- Curt Corrinth: Trójané (1960), divadelní hra.
- Günter Wallraff: Klamu, abych nebyl klamán (1980), výbor statí.